# Joseph Louis Aldée Desmarais
Joseph Louis Aldée Desmarais (* 31. Oktober 1891 in Saint-Éphrem-d’Upton, Québec, Kanada; † 9. September 1979 in Saint-Hyacinthe) war ein kanadischer Geistlicher und römisch-katholischer Bischof von Amos.

## Leben
Joseph Louis Aldée Desmarais empfing am 25. Juli 1914 durch den Bischof von Nicolet, Joseph-Simon-Herman Brunault, das Sakrament der Priesterweihe. 
Am 30. Januar 1931 ernannte ihn Papst Pius XI. zum Titularbischof von Ruspae und zum Weihbischof in Saint-Hyacinthe. Der Apostolische Delegat in Kanada, Erzbischof Andrea Cassulo, spendete ihm am 22. April desselben Jahres die Bischofsweihe; Mitkonsekratoren waren der Weihbischof in Montréal, Alphonse Emmanuel Deschamps, und der Bischof von Valleyfield, Joseph Alfred Langlois.
Papst Pius XII. ernannte ihn am 20. Juni 1939 zum ersten Bischof von Amos. Die Amtseinführung erfolgte am 20. September desselben Jahres. Desmarais nahm an der ersten, dritten und vierten Sitzungsperiode des Zweiten Vatikanischen Konzils teil.
Am 31. Oktober 1968 nahm Papst Paul VI. das von Joseph Louis Aldée Desmarais vorgebrachte Rücktrittsgesuch an und ernannte ihn zum Titularbischof von Medeli. Desmarais verzichtete am 8. Dezember 1970 auf das Titularbistum Medeli.